# Witold Dzierżykraj-Morawski

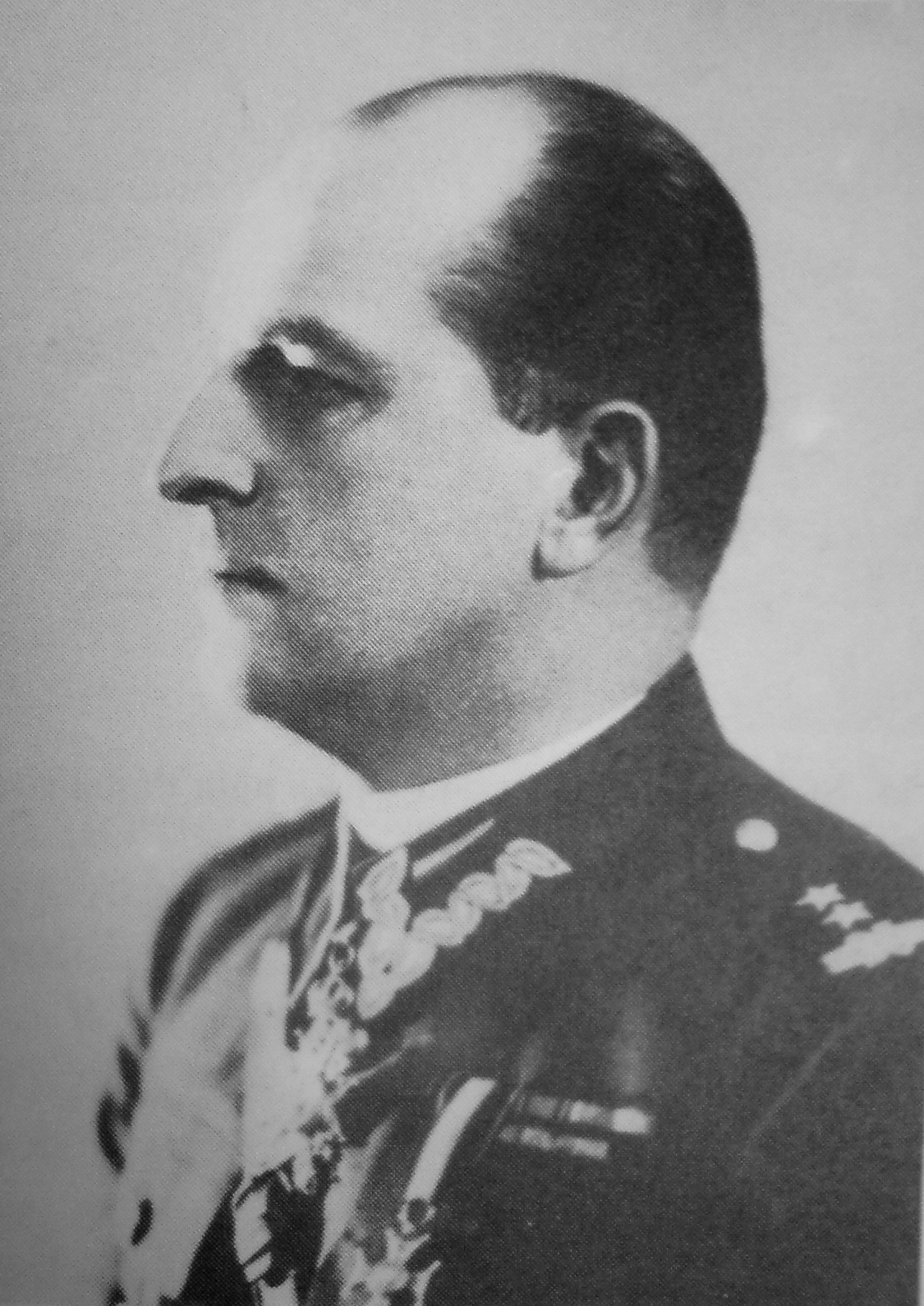
Witold Józef Dzierżykraj-Morawski

Witold Józef Dzierżykraj-Morawski, ps. „Wallenrod” (ur. 27 marca 1895 w Oporowie w Wielkopolsce, zm. 9 listopada 1944 w Mauthausen) – pułkownik dyplomowany kawalerii Wojska Polskiego, mianowany pośmiertnie przez Naczelnego Wodza Polskich Sił Zbrojnych generałem brygady.

## Życiorys
Urodził się w rodzinie ziemiańskiej Ignacego i Julietty z Łubieńskich. Rozpoczął studia na UJ, ale w trakcie pierwszego roku został powołany do wojska. Po wybuchu I wojny światowej w armii niemieckiej, w której został oficerem kawalerii i służył w pułku huzarów gwardii pruskiej w stopniu podporucznika. W grudniu 1918 uczestniczył w powstaniu wielkopolskim. Przeszedł w styczniu 1919 do służby w Wojsku Polskim, 25 stycznia 1919 przydzielony został do 1 pułku ułanów Wielkopolskich. Zweryfikowany w stopniu rotmistrza ze starszeństwem z dniem 1 czerwca 1919. W wojnie z bolszewikami wziął udział jako szef sztabu VII Brygady Jazdy.
2 stycznia 1920 rozpoczął studia w Wojennej Szkole Sztabu Generalnego. W połowie kwietnia 1920 skierowany został na front celem odbycia praktyki sztabowej. W okresie od stycznia do września 1921 kontynuował naukę w WSWoj. Po ukończeniu nauki otrzymał tytuł oficera Sztabu Generalnego i przydział do Inspektoratu Armii Nr 2 na stanowisko I referenta, a następnie został wykładowcą w Centralnej Szkole Kawalerii w Grudziądzu.
Awansował do stopnia majora 1 lipca 1923 i do końca 1926 pełnił funkcję attaché wojskowego w Bukareszcie. Po powrocie do Polski został dowódcą 1 szwadronu w 17 pułku ułanów Wielkopolskich im. Króla Bolesława Chrobrego w Lesznie. W 1928 otrzymał przydział do Oddziału III Sztabu Generalnego jako kierownik referatu, a następnie był attaché wojskowym w Berlinie do 1932. Awansował do stopnia podpułkownika w styczniu 1929. W 1930 zajmował stanowisko kwatermistrza w 21 pułk ułanów. Od stycznia 1931 przeniesiony do KOP, gdzie zajmował stanowisko inspektora Południowej Grupy Szwadronów. Od kwietnia 1932 do 1937 był dowódcą 25 pułku ułanów Wielkopolskich, a następnie oficerem sztabu w Inspektoracie Armii we Lwowie. 26 stycznia 1935 roku został awansowany do stopnia pułkownika ze starszeństwem z dniem 1 stycznia 1935 roku i 1. lokatą w korpusie oficerów kawalerii.
Brał udział w wojnie obronnej 1939 jako szef sztabu Armii „Karpaty” i Armii „Małopolska”. Dostał się do niewoli niemieckiej, do końca życia przebywał w obozach jenieckich: VII C Laufen, XI B Braunschweig, II C Woldenberg, II B Arnswalde i II D Gross Born. W tym ostatnim obozie, mimo że najwyższym stopniem polskim oficerem był gen. Kmicic-Skrzyński, pełnił funkcję starszego obozu i jednocześnie konspiracyjnego komendanta. Od listopada 1939 działał w organizacjach podziemnych oflagów pod pseudonimem „Dzierżykraj”. Po przejściu do Gross Born związał się z organizacją Odra, która skupiała polskich jeńców wojennych oraz cywilnych robotników przymusowych na obszarze całego Pomorza. Za tę działalność został aresztowany przez Niemców we wrześniu 1944 i osadzony w obozie koncentracyjnym Mauthausen, gdzie został rozstrzelany.
Naczelny Wódz generał broni Władysław Anders awansował go pośmiertnie na generała brygady ze starszeństwem z  dniem 1 stycznia 1964 roku w korpusie generałów.

## Ordery i odznaczenia
- Krzyż Złoty Orderu Wojennego Virtuti Militari (11 listopada 1961)[10][11]
- Krzyż Srebrny Orderu Wojskowego Virtuti Militari (30 czerwca 1921)[12][6]
- Krzyż Oficerski Orderu Odrodzenia Polski (11 listopada 1937)[13]
- Krzyż Walecznych (dwukrotnie)[6]
- Złoty Krzyż Zasługi (16 marca 1934)[14]
- Medal Niepodległości (25 lipca 1933)[15]
- Krzyż Komandorski Orderu Korony Rumunii (Rumunia)[6]
- Krzyż Komandorski Orderu św. Sawy (SHS)
- Krzyż Żelazny I klasy (1917, Prusy)[11]
- Krzyż Żelazny II klasy (1915, Prusy)[11]
- Medal Wojenny (Grecja)[16]